# Huis Baden-Hachberg

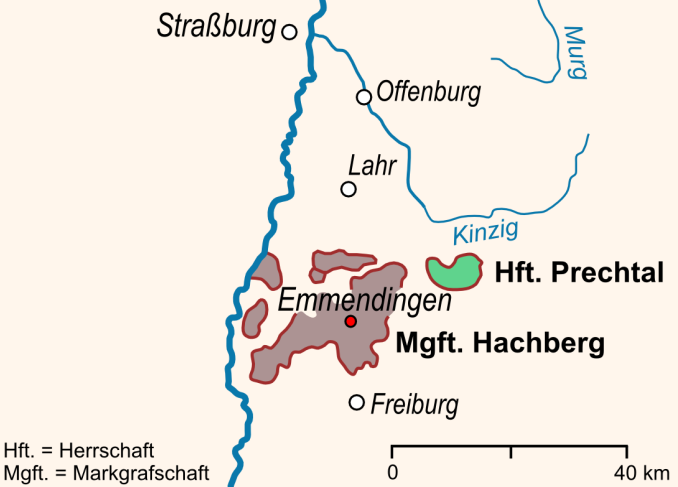

Het huis Baden-Hachberg was een zijtak van de Badense markgraven, die in 1190 met Hendrik I (1190-1231) gesticht werd. 
De burcht Hochburg (Hachberg, bij Emmendingen) was het centrum van de Hachbergers,  die zich in de loop van de 13e eeuw tegen de graven van Freiburg in een gebied verwierven tussen het Zwarte Woud en  Breisgau. In 1306 deelden Hendrik III (1290-1330) en Rudolf I  (1290-1313) hun erfenis. Hendrik behield het markgraafschap Hachberg met de stad Emmendingen, Rudolf het landgraafschap Sausenberg en daardoor ook de voogdij over het klooster St. Blasien en de proosdijen Bürgeln, Sitzenkirch en Weitenau, in 1311 uitgebreid met de heerlijkheid Rötteln en in 1444 met de heerlijkheid Badenweiler. 
In 1415 verwierf markgraaf Bernhard I van Baden (1372-1431) het markgraafschap Hachberg. Sausenberg, Rötteln en Badenweiler kwamen in 1503 aan Baden.